# Christian Herskind
Christian Herskind Jørgensen (født 19. oktober 1961) er en dansk direktør, advokat, investor og brigadegeneral af reserven.

## Erhvervskarriere
Herskind har en HF-eksamen fra Høng Gymnasium og HF er uddannet Master of Laws (International Business Transactions) ved University of London, cand.jur. fra Københavns universitet og har gennemført en reserveofficersuddannelse på Hærens Kampskole.
1989-95 var han advokat hos advokatfirmaet Lind & Cadovius, 1995-99 funktionschef for HR, juridiske afdeling og sikkerhedschef i industrikoncernen Terma og 1999-2000 vice president hos Tenneco Automotive Europe. Fra 2001 var han koncerndirektør med ansvar for personale, kunderelationer, virksomhedsudvikling, kvalitet, jura, miljø, kommunikation, salg og markedsføring hos NCC Construction Danmark A/S.
I 2008 kom Christian Herskind til Refshaleøens Ejendomsselskab, da Refshaleøens Holding med en række pensionskasser hentede ham som administrerende direktør. Siden da er Refshaleøen udviklet imod at blive en ny bydel i København, der bl.a. har huset Eurovision 2014.
Christian Herskind fratrådte i 2019 efter at have afleveret et rekord resultat for 10.år i træk og endeligt sikret Refshaleøens byudvikling, for at koncentrere sig om bestyrelsesarbejde, investeringer og sin militærtjeneste.
Sideløbende passede Christian Herskind også et direktørjob i ejendomsselskabet Britannia Invest A/S, der fra 2009 til hans fratræden i 2015 efter turn around havde forbedret sit resultat fra et underskud på minus 82 mio. til et overskud på over 240 mio. Herskind driver sit eget firma Herskind Venture Capital og egne ejendomsselskaber. Arbejdslivet byder også på en række bestyrelsesposter i både virksomheder, fonde og foreninger.
Han er forfatter til bogen Den succesfulde stab.
Herskind blev i 1990 som 29-årig medlem af Esbjerg Byråd for partiet Venstre, hvor han bl.a. havde sæde i undervisnings- og kulturudvalget samt i bestyrelsen for Sydjysk Universitet.
Herskind er desuden medlem af VL-gruppe 13, har en plads i CEPOS' centerråd, er medlem af Høng Gymnasiums repræsentantskab, Gigtforeningens repræsentantskab,Landskomiteen for Fredericia Vold og bestyrelsen for Fonden Peter Skram.
I bogen Magteliten - hvordan 423 danskere styrer landet af Markus Bernsen, Anton Grau Larsen (2015) m.fl. er han placeret som nummer 145. I opfølgningen herpå "Personer forgår - magten består"(2019) er han placeret  som nummer 65.
På Finanstilsynets liste over 830 magtfulde danskere er han opført som særligt Politisk Eksponeret Person (PEP).

## Militærkarriere
Christian Herskind har sideløbende med rollen som koncerndirektør været udsendt til Afghanistan i 2006 og haft ansvar for militær sikkerhed ved COP15. Han er brigadegeneral af reserven refererende til Forsvarschefen og dennes rådgiver om reservestyrken. Herskind er medstifter af og næstformand for Soldaterlegatet. Han var præsident for Kredsen Mars og Merkur Danmark i ni år indtil 2016. Hans militære cv omfatter bl.a. funktioner som delingsfører for infanteri, næstkommanderende for Spejdereskadronen ved Den Internationale Brigade, kompagnichef ved 1.KMP/ ll. Gardehusarbataljon, militærjuridisk rådgiver og chef for ll. Lokalforsvarsafsnit (LFA) /Sjælland med ansvar for Christiansborg og Slotsholmen.
I 2012 kom det frem, at Forsvarsministeriets konsulentbureau havde tilbudt Herskind jobbet som ny forsvarschef. Han takkede dog nej til stillingen.

## Privatliv
Christian Herskind er søn af Else og Otto Herskind Jørgensen (tidligere amtsborgmester i Vejle Amt for Venstre). Han er opvokset i Fredericia, hvor han i 2012 var byens officielle æresgæst.
Han er gift med cand.merc., MBA Nete Herskind Ramlau-Hansen. De har tilsammen 5 sønner.

## Bestyrelsesposter mm
- Formand for Labflex Ltd.
- Formand for Taulov DryPort A/S
- Formand for Labflex A/S
- Formand for Mannaz A/S ( til 2019)
- Formand for Fonden Amager Bakke
- Formand for Associated Danish Ports A/S
- Bestyrelsesmedlem og storaktionær i SKAKO A/S, SKAKO Vibration A/S og SKAKO Concrete A/S.
- Bestyrelsesmedlem i Nordsøenheden /Nordsøfonden (Den Danske stats olie/gasselskab)
- Bestyrelsesmedlem i Orbicon A/S( nu WSP) (til 2019)
- Bestyrelsesmedlem i BNS A/S (til 2021)
- Bestyrelsesmedlem i LM Byg A/S (til 2021)
- Bestyrelsesmedlem i Pihl & Søn A/S (til 2021)
- Bestyrelsesmedlem i Pihl Holdings A/S
- Stifter af og bestyrelsesmedlem i Su Misura A/S (til 2021)
- Medstifter af og næstformand for Fonden Soldaterlegatet (til 2021)
- Medlem af Fonden Peter Skrams bestyrelse (til 2021)
- Medlem af Fonden til bevarelse af Fredericia Volds bestyrelse
- Medlem af Fonden Danske Ingeniørers Efteruddannelses bestyrelse (til 2018)
- Medlem af Zealand Pharma A/S bestyrelse ,Chairman Audit Committee,IPO(til 2011)
- Kommiteret COOR Service Management A/Ss bestyrelse (til 2013)
- Medlem af CEPOS centerråd
- Medlem af Gigtforeningens repræsentantskab
- Præsident for Kredsen Mars & Merkur (til 2016)
- Formand for Interforce Hovedstaden(til 2016)
- Medlem af Det Kongelige Kjøbenhavnske Skydeselskab og Danske Broderskab (Sølyst)
- Medlem af The Army & Navy Club (The Rag), Pall Mall,London.

## Ordner
- Ridder af 1.grad af Dannebrogordenen (Ridderkorset 1.)
- NATO-medalje for deltagelse i ISAF indsatsen i Afghanistan
- Hjemmeværnets Fortjensttegn
- Fortjensttegn for god tjeneste i forsvarets reserve
- Forsvarsministerens medalje
- Reserveofficersforeningens Hæderstegn
- Forsvarets medalje for særlig fortjenstfuld indsats
- Forsvarets medalje for International Tjeneste